# Provinciaal gerechtshof in Utrecht

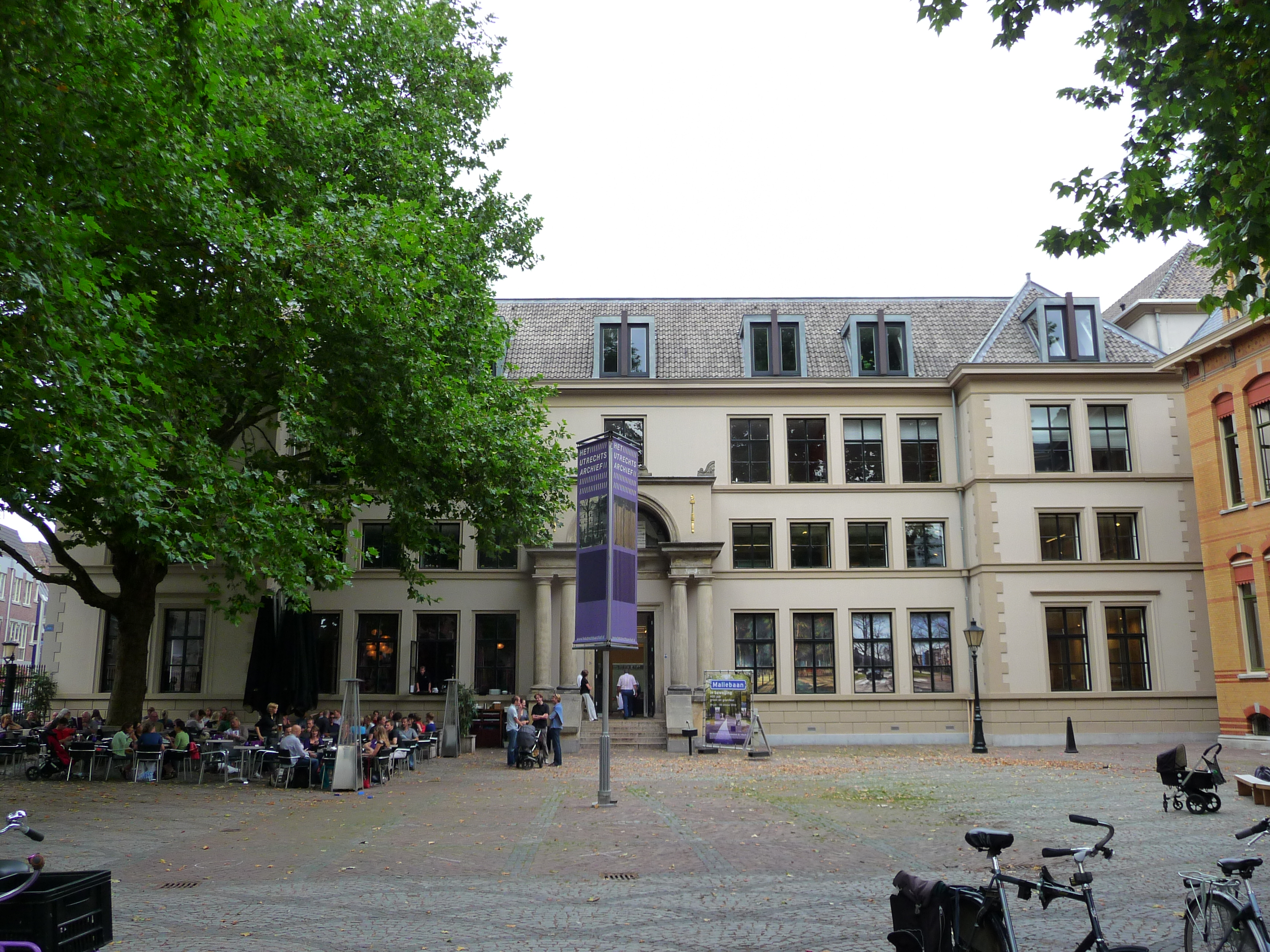
Het voormalige Paleis van Justitie aan de Hamburgerstraat

Het provinciaal gerechtshof in Utrecht was van 1838 tot 1876 een van de provinciale hoven in Nederland. Het hof had zijn zetel in het Paleis van Justitie aan de Hamburgerstraat in de stad Utrecht. Het rechtsgebied van het hof kwam overeen met de provincie Utrecht en was verdeeld in twee arrondissementen: Utrecht en Amersfoort en zeven kantons.
Toen in 1876 de provinciale hoven werden opgeheven verloor ook Utrecht zijn eigen hof. Utrecht vormde samen met Noord-Holland het nieuwe ressort Amsterdam.